# Vrbnica (gmina Malo Crniće)
Vrbnica (cyr. Врбница) – wieś w Serbii, w okręgu braniczewskim, w gminie Malo Crniće. W 2011 roku liczyła 377 mieszkańców.